# Alfred Newman
Alfred Newman (New Haven, 17 marzo 1900 – Los Angeles, 17 febbraio 1970) è stato un compositore e direttore d'orchestra statunitense.
È stato tra i maggiori compositori americani di colonne sonore cinematografiche (è sua la fanfara che accompagna il logo della 20th Century Fox, del cui dipartimento musicale è stato a capo dal 1930 al 1960). Detiene il record di Oscar vinti nella categoria Miglior colonna sonora, con nove vittorie.

## Biografia
Sin da giovane intraprende gli studi musicali in pianoforte e composizione e più avanti anche in direzione d'orchestra. Si laurea a pieni voti e comincia presto a scrivere musica classica e ad operare come direttore d'orchestra.
Sposa Martha Louise, ex attrice della Goldwyn, e dall'unione nascono cinque figli.
Newman fu il capostipite di una dinastia di musicisti:
- il fratello Lionel Newman compose le colonne sonore per circa 35 film, adattò musiche e diresse la registrazione di centinaia di partiture.
- il fratello Emil Newman scrisse le musiche per circa 50 film.
- il figlio David Newman ha scritto le musiche per circa 70 film, fra i quali si ricordano Hoffa - Santo o mafioso?, Galaxy Quest, Il professore matto, La guerra dei Roses, Schegge di follia, Anastasia e L'era glaciale.
- il figlio Thomas Newman ha scritto le partiture per più di 100 film, fra i quali Alla ricerca di Nemo, Il miglio verde, Era mio padre, Vi presento Joe Black e American Beauty.
- il suo amato nipote Randy Newman è noto come cantautore e vanta anche una nutrita serie di colonne sonore di successo, vincitore di due premi Oscar nel 2002 e nel 2011, entrambe le volte nella categoria Miglior canzone.

Altri membri della famiglia operano comunque nel campo della musica. Il parente Floyd Newman era un sassofonista soul: un suo omonimo, David "Fathead" Newman, fu anche lui un sassofonista. Newman dal 1930 al 1970 ha scritto oltre 200 colonne sonore per film di ogni genere, lavorando fino alla morte.

## Premi
Nella sua lunga carriera di compositore di colonne sonore ha ricevuto numerosi premi e riconoscimenti. Newman è al terzo posto nella classifica delle persone che hanno vinto più Oscar nella storia del Cinema, dopo Walt Disney (26 vittorie) e Cedric Gibbons (11 vittorie). Ha inoltre detenuto il record di candidature agli Oscar per un compositore fino al 2012, quando John Williams fu candidato per la quarantaseiesima e la quarantasettesima volta. Le sue 43 candidature all'Oscar per la migliore colonna sonora furono a loro volta un record, superato anch'esso da John Williams.

### Premio Oscar
In totale, Alfred Newman fu candidato 45 volte ai premi Oscar, di cui due per la Miglior canzone originale:
- 1949 - Candidatura come Migliore canzone originale per Through a Long and Sleepless Night da Le due suore (testo di Mack Gordon);
- 1959 - Candidatura come Migliore canzone originale per The Best of Everything da Donne in cerca d'amore (testo di Sammy Cahn);

Le rimanenti candidature furono tutte per la migliore colonna sonora. Fu premiato nove volte:
- 1939 - Migliore colonna sonora (adattamento) per La grande strada bianca;

- 1941 - Migliore colonna sonora (adattamento) per Una notte a Broadway;
- 1944 - Migliore colonna sonora (drammatica o commedia) per Bernadette;
- 1948 - Migliore colonna sonora (musical) per Come nacque il nostro amore;
- 1953 - Migliore colonna sonora (musical) per La dominatrice del destino;
- 1954 - Migliore colonna sonora (musical) per Chiamatemi Madame;
- 1956 - Migliore colonna sonora (drammatica o commedia) per L'amore è una cosa meravigliosa;
- 1957 - Migliore colonna sonora (musical) per Il re ed io (con Ken Darby);
- 1968 - Migliore colonna sonora (musical) per Camelot (con Ken Darby).

## Filmografia parziale
- Campus Sweethearts, regia di James Leo Meehan - conduttore (1930)
- Indiscreet, regia di Leo McCarey - direttore musicale (1931)
- Kiki, regia di Sam Taylor (1931)
- Un popolo muore (Arrowsmith), regia di John Ford (1931)
- Segreti (Secrets), regia di Frank Borzage (1933)
- Un'ombra nella nebbia (Bulldog Drummond Strikes Back), regia di Roy Del Ruth (1934)
- Gli amori di Benvenuto Cellini (The Affairs of Cellini), regia di Gregory La Cava (1934)
- L'angelo delle tenebre (The Dark Angel), regia di Sidney Franklin (1935)
- Folies Bergère de Paris, regia di Roy Del Ruth - musiche originali, non accreditato (1935)
- Notte di nozze (The Wedding Night) regia di King Vidor (1935)
- Splendore (Splendor), regia di Elliott Nugent (1935)
- Il re dell'opera (Metropolitan), regia di Richard Boleslawski (1935)
- La calunnia (These Three), regia di William Wyler (1936)
- Infedeltà (Dodsworth), regia di William Wyler (1936)
- Sono innocente (You Only Live Once), regia di Fritz Lang (1937)
- Il prigioniero di Zenda (The Prisoner of Zenda), regia di John Cromwell (1937)
- Il mercante di schiavi (Slave Ship), regia di Tay Garnett (1937)
- La grande strada bianca (Alexander's Ragtime Band), regia di Henry King - (adattamento, su musiche di Irving Berlin, conduttore) (Premio Oscar) (1938)
- Charlie Chan in Reno, regia di Norman Foster (1939)
- La gloriosa avventura (The Real Glory), regia di Henry Hathaway (1939)
- Notre Dame (The Hunchback of Notre Dame), regia di William Dieterle (1939)
- Gunga Din, regia di George Stevens (1939)
- La voce nella tempesta (Wuthering Heights), regia di William Wyler (1939)
- I ribelli del porto (Little Old New York), regia di Henry King (1940)
- Non desiderare la donna d'altri (They Knew What They Wanted), regia di Garson Kanin (1940)
- Il segno di Zorro (The Mark of Zorro), regia di Rouben Mamoulian (1940)
- Il prigioniero di Amsterdam (Foreign Correspondent), regia di Alfred Hitchcock (1940)
- Una notte a Broadway (Tin Pan Alley), regia di Walter Lang (1940)
- Tre settimane d'amore (Weekend in Havana), regia di Walter Lang (1941)
- Com'era verde la mia valle (How Green Was My Valley), regia di John Ford (1941)
- Tra le nevi sarò tua (Iceland), regia di H. Bruce Humberstone - musiche addizionali (1942)
- Bernadette (The Song of Bernadette), regia di Henry King - Oscar alla migliore colonna sonora (1943)
- Flicka (My Friend Flicka), regia di Harold D. Schuster (1943)
- Le chiavi del paradiso (The Keys of the Kingdom), regia di John M. Stahl - candidatura al Premio Oscar (1944)
- Festa d'amore (State Fair), regia di Walter Lang - adattamento (1945)
- La vita è nostra (Claudia and David), regia di Walter Lang - tema di Claudia (non accreditato) (1946)
- Bellezze rivali (Centennial Summer), regia di Otto Preminger (1946)
- Il capitano di Castiglia (Captain from Castile), regia di Henry King (1947)
- Come nacque il nostro amore (Mother Wore Tights), regia di Walter Lang - adattamento, Premio Oscar (1947)
- Barriera invisibile (Gentleman's Agreement), regia di Elia Kazan (1947)
- La signora in ermellino (That Lady in Ermine), regia di Ernst Lubitsch e (non accreditato) Otto Preminger (1948)
- La fossa dei serpenti (The Snake Pit), regia di Anatole Litvak (1948)
- Cielo di fuoco (Twelve O'Clock High), regia di Henry King (1949)
- Se mia moglie lo sapesse (Everybody Does It) regia di Edmund Goulding (1949)
- Eva contro Eva (All About Eve), regia di Joseph L. Mankiewicz (1950)
- Bill sei grande! (When Willie Comes Marching Home), regia di John Ford (1950)
- Mariti su misura (The Model and the Marriage Broker), regia di George Cukor - musiche addizionali (1951)
- Il prigioniero di Zenda (The Prisoner of Zenda), regia di Richard Thorpe (1952)
- La giostra umana (O. Henry's Full House) (1952)
- La dominatrice del destino (With a Song in My Heart), regia di Walter Lang (1952)
- Squilli di primavera (Stars and Stripes Forever), regia di Henry Koster - direttore musicale (1952)
- Chiamatemi Madame (Call Me Madam), regia di Walter Lang (adattamento su musiche di Irving Berlin) - Premio Oscar (1953)
- La tunica (The Robe), regia di Henry Koster (1953)
- Tre ragazzi del Texas (Three Young Texans), regia di Henry Levin (1954)
- I gladiatori (Demetrius and the Gladiators), regia di Delmer Daves - temi del film La tunica (1954)
- Sinuhe l'egiziano (The Egyptian), regia di Michael Curtiz - insieme a Bernard Herrmann (1954)
- Papà Gambalunga (Daddy Long Legs), regia di Jean Negulesco (1955)
- A Man Called Peter, regia di Henry Koster (1955)
- Quando la moglie è in vacanza (The Seven Year Itch), regia di Billy Wilder (1955)
- L'amore è una cosa meravigliosa (Love Is a Many-Splendored Thing), regia di Henry King - Premio Oscar (1955)
- La grande sfida (The Proud Ones), regia di Robert D. Webb (1956)
- Anastasia, regia di Anatole Litvak (1956)
- Il re ed io (The King and I), regia di Walter Lang (1956)
- Il sole nel cuore (April in Love), regia di Henry Levin (1957)
- Un certo sorriso (A Certain Smile), regia di Jean Negulesco (1958)
- Il diario di Anna Frank (The Diary of Anne Frank), regia di George Stevens - candidato al Premio Oscar (1959)
- Donne in cerca d'amore (The Best of Everything), regia di Jean Negulesco (1959)
- L'uomo che uccise Liberty Valance (The Man Who Shot Liberty Valance), regia di John Ford (1962)
- La conquista del West (How the West Was Won), regia di Henry Hathaway, John Ford e George Marshall (1962)
- Il falso traditore (The Counterfeit Traitor), regia di George Seaton (1962)
- La più grande storia mai raccontata (The Greatest Story Ever Told), regia di George Stevens (1965)
- Camelot, regia di Joshua Logan (1967)
- L'ora della furia (Firecreek), regia di Vincent McEveety (1968)
- Airport, regia di George Seaton (1970)

## Altri lavori
- L'uomo di Galilea (Man Of Galilee), oratorio su sue musiche (arrangiato e composto da Ken Darby)[2]
  - Prologue
  - Promise of the Holy Spirit
  - Rejoice
  - Great Journey
  - Miriam's Song
  - Sunrise of the Third Day